# Louis Désiré Besozzi
Louis Désiré Besozzi (* 3. April 1814 in Versailles; † 11. November 1879 in Paris) war ein französischer Komponist, Pianist und Organist.

## Leben
Besozzi stammte aus einer italienischen Musikerfamilie: Sein Ururgroßvater Giuseppe Besozzi war Oboist in Parma, sein Urgroßvater Gaetano Besozzi Oboist am Hof von Neapel und später in der Kapelle von Versailles, sein Großvater Girolamo Besozzi Oboist im Dienst des Königs von Frankreich und sein Vater Henri Besozzi Flötist an der Opéra-Comique. Er war Schüler von Jean-François Lesueur am Pariser Konservatorium, wo er ab 1831 als Nachfolger von Ferdinand Gasse Solfège unterrichtete. Daneben wirkte er als Klavierlehrer an der École de musique classique et religieuse des Louis Niedermeyer, wo ihm Camille Saint-Saëns 1865 nachfolgte. 1837 gewann er den Premier Grand Prix de Rome.
1852 wurde Besozzi Nachfolger von Louis Braille an der 1845 erbauten Cavaillé-Coll-Orgel der Kirche Saint-Vincent-de-Paul in Paris. Er wirkte an den Einweihungsfeierlichkeiten für die große Cavaillé-Coll-Orgel der Kirche 1852 teil, seine Bewerbung als Organist dieses Instruments hingegen blieb erfolglos. Aus mehreren Bewerbern wurde Peter Cavallo ausgewählt.
Bezozzi komponierte vorwiegend Klavier- und Chorwerke sowie ein vierbändiges Werk mit Übungsstücken für den Chorgesang.

## Werke
- La Belle lune blanche
- Debout petit berger
- Le Soleil levant
- La patrie
- Appel au printemps
- Bonsoir…
- Solfèges (études chorales) sans accompagnement à l’usage des orphéons et sociétés chorales in vier Bänden